# 孟浩然
孟 浩然（もう こうねん/もう こうぜん、簡体字: 孟 浩然、拼音: Mèng Hàorán モン ハオラン、689年 - 740年）は、中国唐代（盛唐）の代表的な詩人。一説には、名は浩、字は浩然と言われる。襄州襄陽県（現在の湖北省襄陽市襄州区）の出身。若い頃から節義を重んじ、人の患難を救うなどの行いがあった。

## 略歴
若い頃から各地を放浪し、義侠の振る舞いで人々と交流した。また後漢の龐徳公や後年の皮日休ゆかりの襄陽の鹿門山に隠棲したこともあった。玄宗の世となってから長安に赴き仕官しようとするが、科挙に及第していないのでかなわなかった。しかしながら、孟浩然を気に入った韓朝宗との約束をすっぽかして朝廷への推薦をだめにしたり、いざ玄宗の前に出ても不平不満を詩にして玄宗を怒らせるなど、立身出世には関心が薄かったようにもみえる。
孟浩然の詩は広く知れ渡り、王維・李白・張九齢らと親しく交際した（李白には「黄鶴樓送孟浩然之廣陵」（黄鶴楼にて孟浩然の広陵に之くを送る）という作品がある）。740年、背中にできものがあって調子の悪かった孟浩然は、訪ねてきた王昌齢を歓待するあまり容態を悪化させて亡くなった。
自然を題材にした詩が評価されており、詩のなかに人生の愁いと超俗とを行き来する心情を詠みこんでいる。日本では五言絶句「春暁」が特に有名である。詩の特徴から王維と孟浩然は「王孟」と並称された。『孟浩然集』がある。

## 著名な作品

### 語注
- もうこうねん

五言絶句。曉・鳥・少（上声篠韻）。
春曉 … 春の夜明け。『孟浩然詩集』（北京図書館蔵宋蜀刻本）では「春晩絶句」に作る。「春晩」とは晩春のこと。
- 春眠（しゅんみん　暁あかつきを覚おぼえず）

春眠 … 春の夜の心地よい眠り。
暁 … 夜明け。
不覚 …気付かない。
- しょしょ　啼鳥ていちょうを聞きく

処処 … あちこちで。
聞 … 自然に聞こえてくる。「聴」は意識的に聴く。
啼鳥 … 鳥の鳴き声。
- 夜来 … 昨夜。「来」は語調をととのえる助字で、意味はない。

夜來風雨聲 … 『文苑英華』では「欲知昨夜風」に作り、「集作夜來風雨聲」との注がある。また、『全唐詩』には結句の下に「一作欲知昨夜風。花落無多少」との注がある。
- 知 …『文苑英華』には「一作無」との注あり。

多少 … 疑問詞。どれくらい。どれほど。また、「多少」の「少」は添え字で意味がなく、「多い」と解する説もある。
知多少 … 従来は「知んぬ多少ぞ」と読み習わしてきたが、「いったいどれくらい散ったことだろうか」という意味なので語調が合わず、ここでは採らない。

### 訳・注解
- 『王維・孟浩然　新釈漢文大系詩人編 3』二宮美那子・好川聡訳注、明治書院、2020年